# La vida es sueño

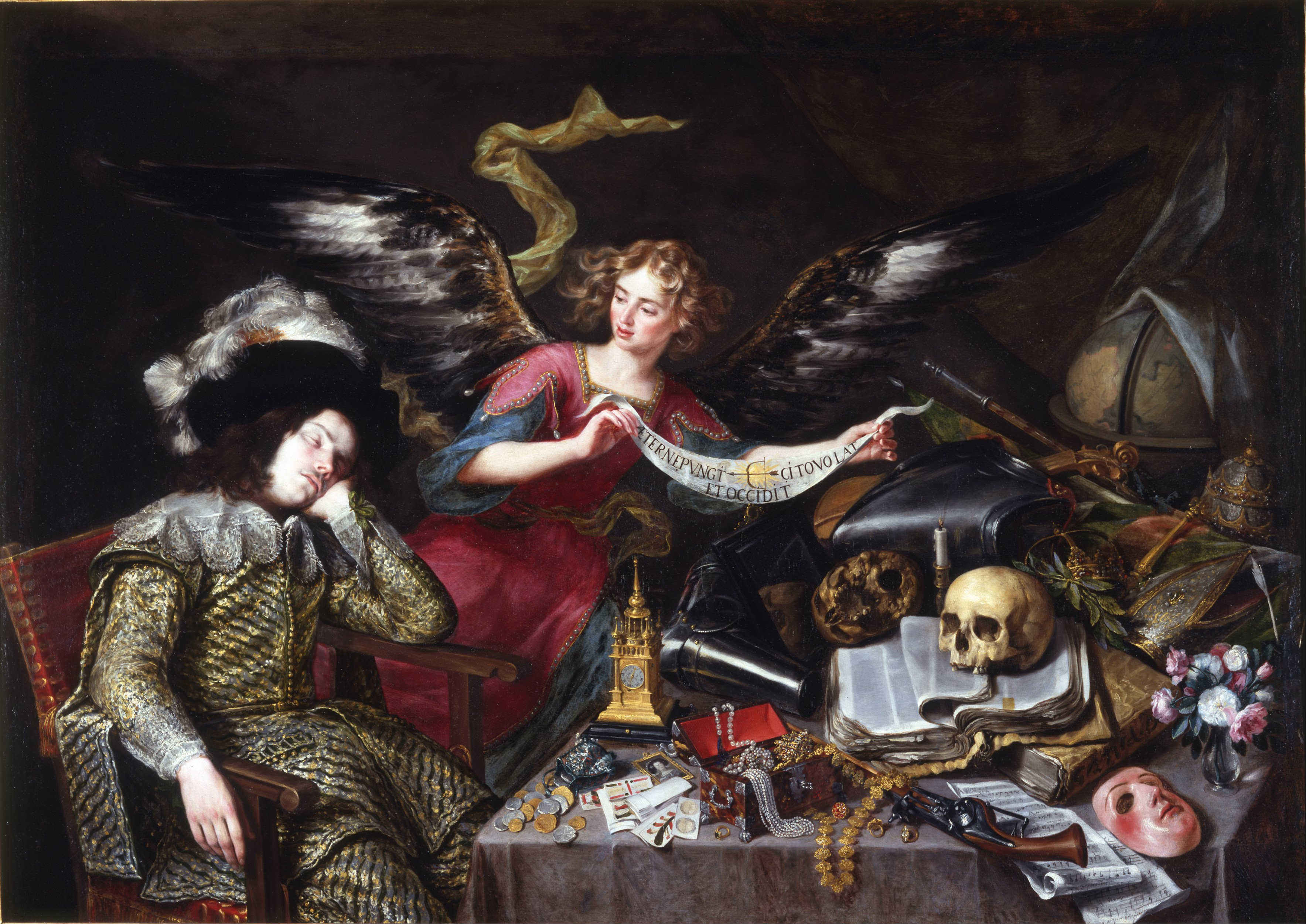
The Knight's Dream or Life is a Dream, een schilderij van de barokke schilder Antonio de Pereda tentoongesteld in de Academia de S. Fernando, Madrid.

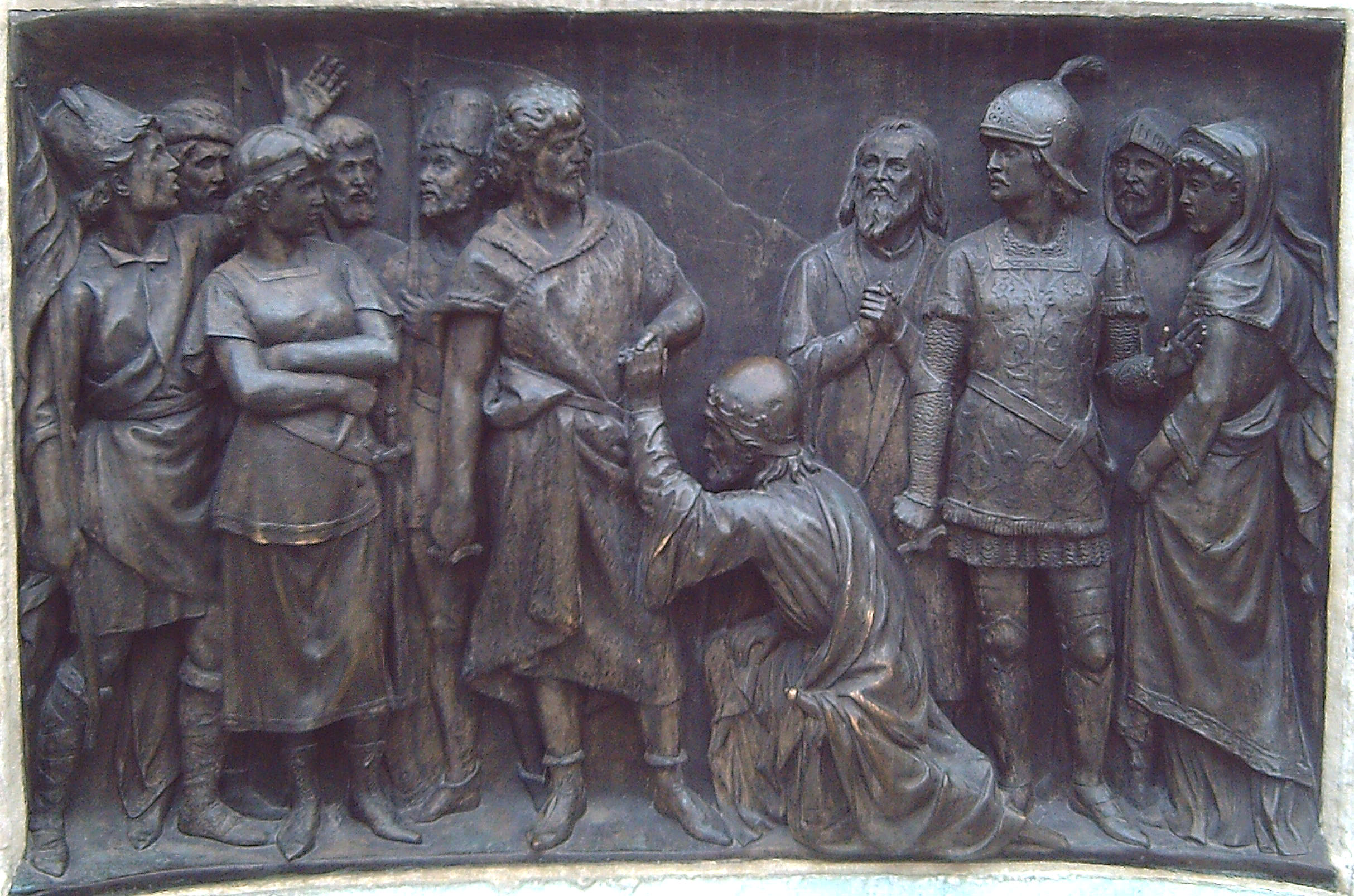
Het leven is een droom. Bronzen reliëf, detail van het monument voor Calderón op de Plaza de Santa Ana in Madrid (werk van J. Figueras, 1878).

Life is a Dream is een theaterwerk van Pedro Calderon de la Barca, uitgebracht in 1635 en behorend tot de literaire beweging van de barok. Het centrale thema is de vrijheid van de mens om zijn leven in te richten, zonder meegesleept te worden door een veronderstelde bestemming. Het werk is gebaseerd op het verhaal van Barlaam en Josaphat. 